# Archeologické muzeum v Záhřebu
Archeologické muzeum v Záhřebu (chorvatsky: Arheološki muzej u Zagrebu) je muzeum v chorvatském hlavním městě Záhřebu. Disponuje více než 450 000 artefakty nalezenými především na území Chorvatska. Kořeny instituce jsou v „Národním muzeu“ založeném roku 1846. V roce 1866 se jeho archeologické oddělení stalo samostatnou institucí a bylo podřazeno pod Státní ústav. Ten byl v roce 1939 zrušen a Archeologické muzeum se stalo zcela samostatnou institucí. Od 80. let 19. století až do roku 1945 byly sbírky uloženy v sídle Akademie věd na Zrinského náměstí. V roce 1945 se muzeum přestěhovalo do svého současného sídla, Vranyczany-Hafnerova paláce (Zrinského náměstí 19). Muzeum se skládá z pěti hlavních částí: Pravěk, Egypt, Starověk, Středověk a Mince a medaile. Sekce pravěku obsahuje 78 000 objektů, k nejslavnějším exponátům patří Vučedolská holubice, nejznámější památka Vučedolské kultury. Sekce starověku obsahuje významnou sbírku řeckých váz (asi 1500). Numismatická část patří mezi největší sbírky tohoto typu v Evropě. Muzeum bylo poškozeno zemětřesením v Záhřebu v roce 2020, od té doby je uzavřeno.[zdroj?]